# Adolf Martin Ritter
Adolf Martin Ritter (* 23. November 1933 in Schwarzenborn; † 19. Juni 2025 in Heidelberg) war ein deutscher Theologe und Kirchenhistoriker. Er war Professor der Philipps-Universität Marburg und der Ruprecht-Karls-Universität Heidelberg.

## Leben und Wirken
Adolf Martin Ritters Eltern waren der evangelische Pfarrer Walter Ritter, der 1945 im Zweiten Weltkrieg vermisst blieb, und dessen Ehefrau, die Krankenschwester und Fürsorgerin Ilse Ritter geb. Suabedissen.
Ritter besuchte von 1939 bis 1953 zunächst die Volksschule in Münchhausen im Landkreis Marburg und später das humanistische Gymnasium Philippinum in Marburg.
Nach dem Abitur nahm er ein Studium der Evangelischen Theologie in Marburg, Heidelberg, Göttingen und der griechisch-orthodoxen Theologie in Athen auf. Von 1961 bis 1962 absolvierte er ein Gemeindevikariat in Kleinenglis, einem Stadtteil Borkens unweit von Fritzlar im nordhessischen Schwalm-Eder-Kreis. Anschließend wurde er 1962 in der Evangelischen Landeskirche von Kurhessen-Waldeck er zum Pfarrer ordiniert. 
An der Universität Heidelberg wurde er 1962 von Hans von Campenhausen mit der noch von Hermann Dörries begonnenen Dissertation Studien zur Geschichte und Theologie des II. Ökumenischen Konzils von Konstantinopel 381 zum Doktor der Theologie promoviert. Ritter war von 1959 bis 1961 Assistent an der Kirchlichen Hochschule Bethel und von 1963 bis 1970 Assistent des Göttinger Kirchenhistorikers Carl Andresen. 1970 habilitierte er sich in Göttingen im Fach Kirchengeschichte mit seiner Studie Charisma im Verständnis des Joannes Chrysostomos und seiner Zeit und war dort von 1972 bis 1977 als wissenschaftlicher Mitarbeiter und schließlich als außerplanmäßiger Professor tätig. Von 1978 bis 1981 bekleidete er eine ordentliche Professur für Kirchengeschichte an der Universität Marburg. Danach war er von 1981 bis zu seiner Emeritierung im März 1999 Ordinarius für Historische Theologie (Patristik) in Heidelberg.
Die Schwerpunkte seiner ausgedehnten Forschung waren das antike und mittelalterliche Christentum, insbesondere Konzilien- und Dogmengeschichte, Christentum und Platonismus, Christentum und Judentum, Ostkirchenkunde sowie Kirchliche Zeitgeschichte. Wie sein Lehrer Hans von Campenhausen verstand er sich daher nicht als Patristiker im engen Sinn, sondern als „Kirchenhistoriker mit patristischem Schwerpunkt“.
Ritter war langjähriges Mitglied des interdisziplinären Heidelberger Kolloquiums zu christlichen Texten der Antike, des „Kirchenväterkolloquiums“, und von 1987 bis 1997 Universitätsprediger an der Peterskirche zu Heidelberg. Von 1982 bis 1991 war er Leiter der im Auftrag der Heidelberger Theologischen Fakultät und der Südosteuropa-Gesellschaft, Zweigstelle Mannheim-Heidelberg, durchgeführten theologischen Südosteuropaseminare. Ab 1982 hielt er regelmäßig Vorlesungen und Vorträge in Rumänien. 1992 erhielt er ein Visiting Fellowship am Peterhouse College in Cambridge. Sein wichtigstes Anliegen war es, durch Betonung des Gemeinsamen anstatt des Trennenden Brücken zu bauen über nationale, konfessionelle und interreligiöse Grenzen hinweg.
Seit 1965 war Adolf Martin Ritter verheiratet mit Renate geb. Mahler. Aus der Ehe gingen 1969 und 1971 zwei Söhne hervor.

## Auszeichnungen
Ritter war Präsident der Association Internationale d’Études Patristiques (1983–1991) und der Patristischen Kommission der Deutschen Akademien der Wissenschaften (ab 1996). Ihm wurde zweimal von rumänischen Universitäten die Ehrendoktorwürde verliehen (2000: Babeș-Bolyai-Universität Cluj, 2002: Universität Oradea).

## Schriften (Auswahl)
Ein vollständiges Schriftenverzeichnis mit über 390 Nummern ist im Katalog der Universitätsbibliothek Heidelberg aufzufinden unter „Ritter, Adolf Martin“.
- Das Konzil von Konstantinopel und sein Symbol. Studien zur Geschichte und Theologie des II. Ökumenischen Konzils (= Forschungen zur Kirchen- und Dogmengeschichte. Band 15). Vandenhoeck & Ruprecht, Göttingen 1965. Zugleich: Dissertation, Universität Heidelberg 1962.
- Charisma im Verständnis des Joannes Chrysostomos und seiner Zeit. Ein Beitrag zur Erforschung der griechisch-orientalischen Ekklesiologie in der Frühzeit der Reichskirche (= Forschungen zur Kirchen- und Dogmengeschichte. Band 25). Vandenhoeck & Ruprecht, Göttingen 1972, ISBN 3-525-55129-0. Zugleich teilweise: Habilitationsschrift, Universität Göttingen 1970/71.
- Charisma und Caritas. Aufsätze zur Geschichte der Alten Kirche. Vandenhoeck & Ruprecht, Göttingen 1993, ISBN 3-525-58160-2. (Festschrift zum 60. Geburtstag von Adolf Martin Ritter. Darin Bibliographie S. 349–358. (eingeschränkte Vorschau in der Google-Buchsuche)).
- "Kirche und Staat" im Denken des frühen Christentums: Texte und Kommentare zum Thema Religion und Politik in der Antike (=Traditio christiana. Band 13). Peter Lang, Bern u. a. 2005. ISBN 978-3-906770-69-7.
- Studia Chrysostomica: Aufsätze zu Weg, Werk und Wirkung des Johannes Chrysostomos (ca. 349 - 407) (=Studienund Texte zu Antike und Christentum. Band 71). Mohr Soebeck, tübingen 2012. ISBN 978-3-16-152035-8.
- Dionys vom Areopag. Beiträge zu Werk und Wirkung eines philosophierenden Christen der Spätantike (= Tria Corda. Band 10). Mohr Siebeck, Tübingen 2018, ISBN 978-3-16-155625-8.
- Über die mystische Theologie und Briefe. Pseudo-Dionysius Areopagita. Eingeleitet, übersetzt und mit Anmerkungen versehen. 2. Aufl. Anton Hiersemann, Stuttgart 2020. ISBN 978-3-7772-2030-7.

Als Herausgeber und Mitherausgeber
- Kirchen- und Theologiegeschichte in Quellen. Neukirchener Verlag, Neukirchen-Vluyn (seit 1977).
- Forschungen zur Kirchen- und Dogmengeschichte. Vandenhoeck & Ruprecht, Göttingen (seit 1990–2003).
- Theologische Rundschau (seit Jahrgang 49 [1984], bis einschl. 65 [2000]).
- Theologische Wissenschaft. Sammelwerke für Studium und Beruf. Kohlhammer, Stuttgart u. a. (seit 1989).
- (mit Carl Andresen:)  Alterum (Geschichte des Christentums. Band 1, 1). W. Kohlhammer, Stuttgart u. a. 1993. ISBN 978-3-17-011710-5
- (mit Carl Andresen:)  Frühmittelalter – Hochmittelalter (Geschichte des Christentums. Band 1, 2). W. Kohlhammer, Stuttgart u. a. 1995. ISBN 978-3-17-013092-0
- (mit Glenn W. Most, Hubert Petersmann:) Philanthropia kai Eusebeia. Festschrift für Albrecht Dihle zum 70. Geburtstag. Vandenhoeck & Ruprecht, Göttingen 1993 (Verzeichnis der Schriften A. Dihles S. 482–493). ISBN 3-525-25751-1.
- (mit Andrea Jördens, Hans Armin Gärtner, Herwig Görgemanns:) Quaerite faciem eius semper. Studien zu den geistesgeschichtlichen Beziehungen zwischen Antike und Christentum. Dankesgabe für Albrecht Dihle zum 85. Geburtstag aus dem Heidelberger „Kirchenväterkolloquium“. Dr. Kovač, Hamburg 2008 (Fortführung des Verzeichnisses der Schriften A. Dihles S. 404–410). ISBN 978-3-8300-2749-2.
- Alte Kirche (Kirchen- und Theologiegeschichte in Quellen. Band 1). 12. Aufl. Vandenhoeck & Ruprecht, Göttingen 2019. ISBN 978-3-7887-3311-7.
- (mit Volker Leppin:) Mittelalter (Kirchen- und Theologiegeschichte in Quellen. Band 2). 9. Aufl. Vandenhoeck & Ruprecht, Göttingen 2021. ISBN 978-3-525-50351-5.
- (mit Volker Leppin]:) Reformation (Kirchen- und Theologiegeschichte in Quellen. Band 3). 7. Aufl. Vandenhoeck & Ruprecht, Göttingen 2021. ISBN 978-3-525-50352-2.
- (mit Volker Leppin, Harry Oelke:) Vom Konfessionalismus zur Moderne (Kirchen- und Theologiegeschichte in Quellen. Band 4). 6. Aufl. Vandenhoeck & Ruprecht, Göttingen 2021. ISBN 978-3-525-57326-6